# Museo de Aleksandr Grin

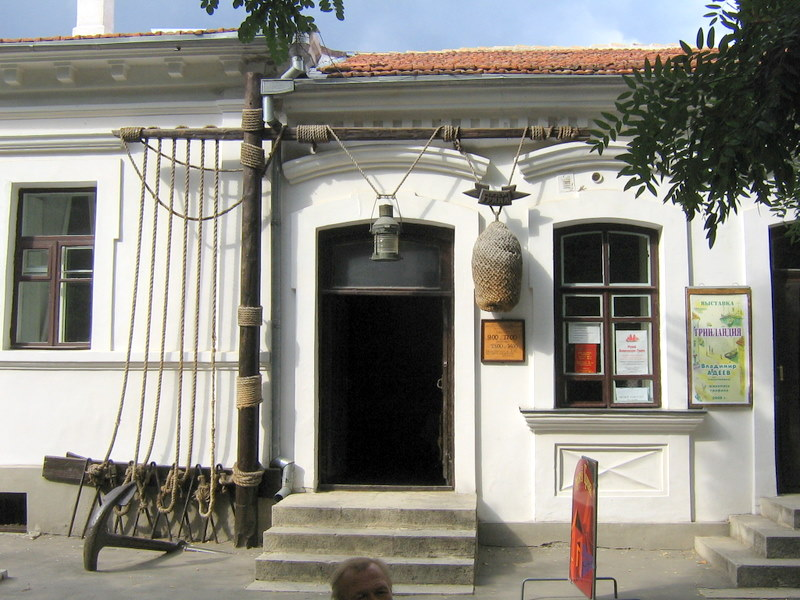
Entrada al Museo.

El Museo de Aleksandr Grin en Feodosia está situado por la calle Galereyna, n.º 10, en la misma casa donde vivió el escritor durante el periodo 1924-1929.
El museo fue fundado el día 9 de julio del año 1970 y enseña a los visitantes muchos detalles de la vida diaria de Aleksandr Grin y, también, el mundo fantástico de sus personajes. 
Cada sala de exposición tiene su nombre como, por ejemplo, "El camarote del capitán", "El camarote de los viajeros", "Bodega de la fragata", etc.
En el museo se llevan a cabo muchas actividades, como: exhibiciones de muchos tipos, conciertos, entrevistas de los visitantes con los escritores y pintores.
En la sala más grande se encuentra la exposición llamada "Grin e Actualidad"